# Torre d’en Galmés
Torre d’en Galmés (menorquinisch Torre d’en Gaumés) war eine Siedlung der talayotischen Kultur im Süden der spanischen Baleareninsel Menorca. Der Platz ist einer der größten archäologischen Fundorte der Balearen. Der Zeitpunkt der maximalen Expansion der Siedlung lag um das Jahr 1400 v. Chr.

## Lage
Torre den Galmés liegt 3,5 km südlich von Alaior auf einem Hügel, von dem aus man einen großen Teil der Insel überblicken kann. In prähistorischer Zeit konnte man von hier eine Anzahl weiterer talayotischer Siedlungen sehen, unter denen Torre den Galmés vermutlich eine Vorrangstellung innehatte. Etwas weiter südlich liegen Ses Roques Llises und Na Comerma de Sa Garita.

## Die Vorgeschichte Menorcas
Die Vorgeschichte Menorcas zerfällt grob in die prätalayotische und die talayotische Periode. Die prätalayotische endet 1400 v. Chr. (einige datieren das Ende auf 1200 v. Chr.). In den Siedlungen gab es Steinhütten, die wegen der Bauform Naviformes genannt werden. Einige der Toten wurden in Naturhöhlen in den Felsenwänden der menorquinischen Schluchten oder in den Felsen gehauenen künstlichen Höhlen oder Megalithanlagen bestattet. Zuletzt wurden Bauwerke als Grabstätten benutzt, die die Form eines umgedrehten Schiffsrumpfes hatten und „Navetas“ genannt werden.
In talayotischer Zeit gab es eine Anzahl geplanter Siedlungen. Man kann in ihnen einen Bereich mit Talayots und Taulen und einen mit Rundbauten erkennen. Die Nekropolen wurden in die Felsenwände der Steilküste oder in die von Schluchten gemeißelt. Die talayotische Zeit endete 123 v. Chr. mit der Eroberung durch die Römer. Einige Jahrhunderte lang wurden die Siedlungen und Grabstätten zwar noch benutzt, ihre Struktur und Ausstattung wurde aber verändert.

## Beschreibung der Fundstätte

### Die Siedlung

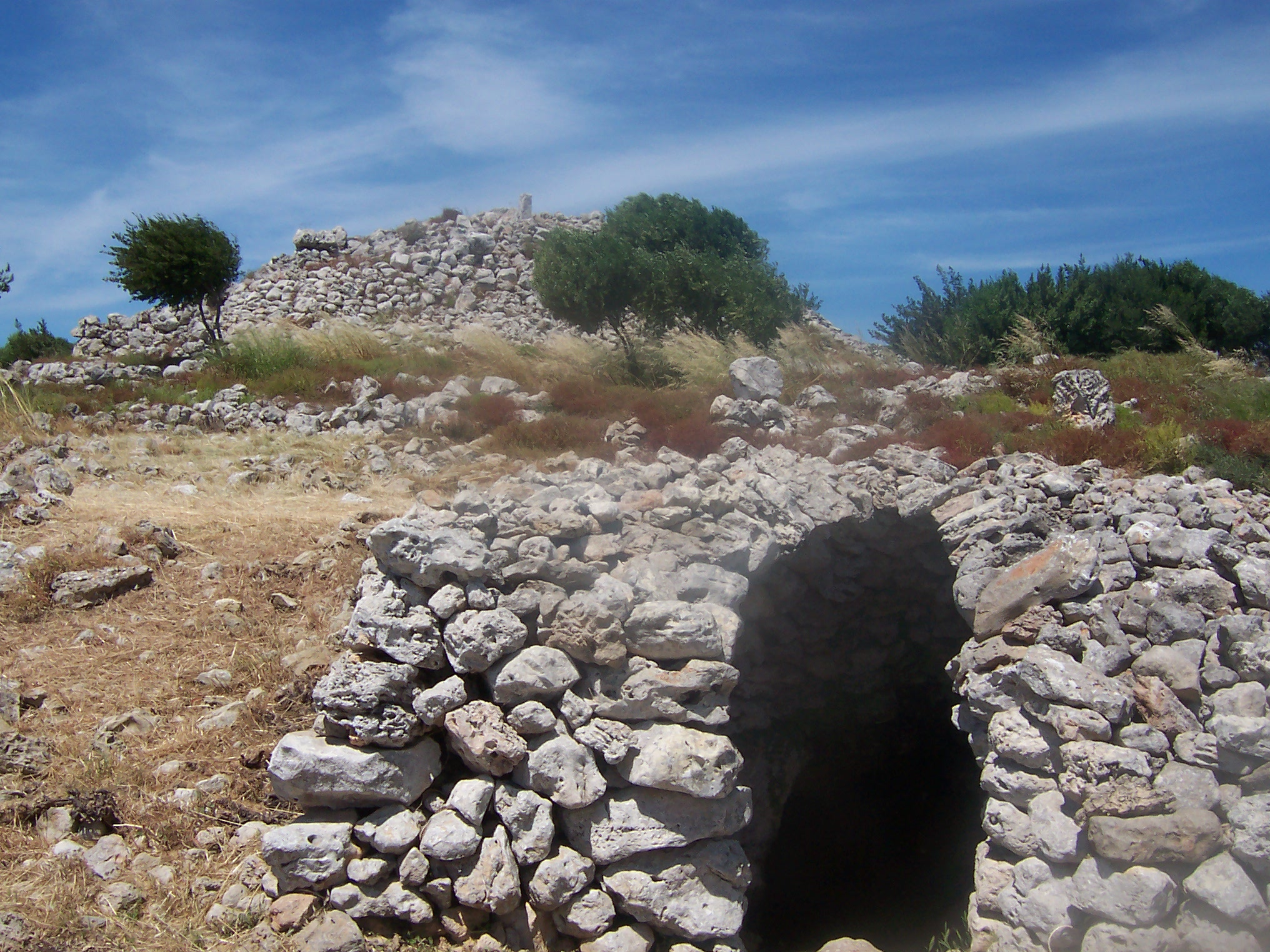
Torre d’en Galmés

Der großzügige Siedlungskern breitete sich mit der Zeit nach Süden aus. Entweder wird die Siedlung durch Steinmauern begrenzt, oder Hauswände erfüllen diese Aufgabe. Der Bereich der drei großen Talayots und der Taula ist der zentrale Teil der Siedlung. Vermutlich hatten alle Steinbauten Kultfunktion. Der hufeisenförmige Bereich der Taula diente zweifellos religiösen Zwecken, wie die Ausgrabung in Torralba d’en Salord zeigte.

### Die Talayots
Talayots sind die charakteristischen Bauten der vorgeschichtlichen Kulturen auf Menorca und Mallorca. Sie können rund oder eckig sein. Der menorquinische Talayot gleicht meist einem massiven Turm mit Steinrampe. Obwohl man auch auf Menorca Talayots mit Innenraum findet (z. B. in Sant Agustí Vell), was auf Mallorca fast durchgängig der Fall ist, befand sich der menorquinische Nutzbereich auf der oberen Plattform, die heutzutage generell zerstört ist. Die Talayots finden sich an Stellen, von denen aus man den besten Blick auf das Umland hat. Deshalb nannten sie die Menorquiner „Atalaia“ (Wachturm).

### Die Taula
Taulas gibt es ausschließlich auf Menorca. Heute bezeichnet „Taula“ nicht nur den Steintisch, sondern auch den hufeisenförmige Bereich, in dem dieser sich befindet. In dessen Mitte steht ein großer aufrechter Stein mit einem waagerecht aufliegenden weit überkragenden Kapitell. Das Ganze sieht wie ein riesiger Tisch aus, weshalb der Volksmund dem Objekt den Namen Taula gab, der zum wissenschaftlichen Begriff wurde. Der Kapitellstein der Taula von Torre d’en Galmés ist heruntergestürzt und liegt zwischen dem Eingang des Taulabereichs und dem Pfeiler. In geschichtlicher Zeit ausgehöhlt wurde er zu einem Wassertrog. Der Bereich der Taula selbst ist sehr gut erhalten. Hier kann man hervorragend ein weiteres Element der Taula erkennen – große, erstaunlich glatt geschliffenen Felsplatten, die die Apsis bilden.

### Der Hypostylossaal
Im Süden der Siedlung findet sich, an die Rundbauten angebaut, der „Hypostylos“, was „Säulensaal“ bedeutet. Räume mit unklarer Funktion bekamen diesen Namen aufgrund des sie prägenden Baumaterials. Sie weisen ein Dach aus flachen glatten Steinen auf, das sich auf mono- oder polylithische Säulen stützt. Hypostyloi stehen isoliert da oder befinden sich in talayotischen Siedlungen. Die Säulen sind im altmediterranen Stil geformt, sie sind oben breiter als unten. Inzwischen sind Überlegungen angestellt worden, ob die Taulas nicht stark vergrößerte Hypostyloi sind.

### Die Rundhäuser

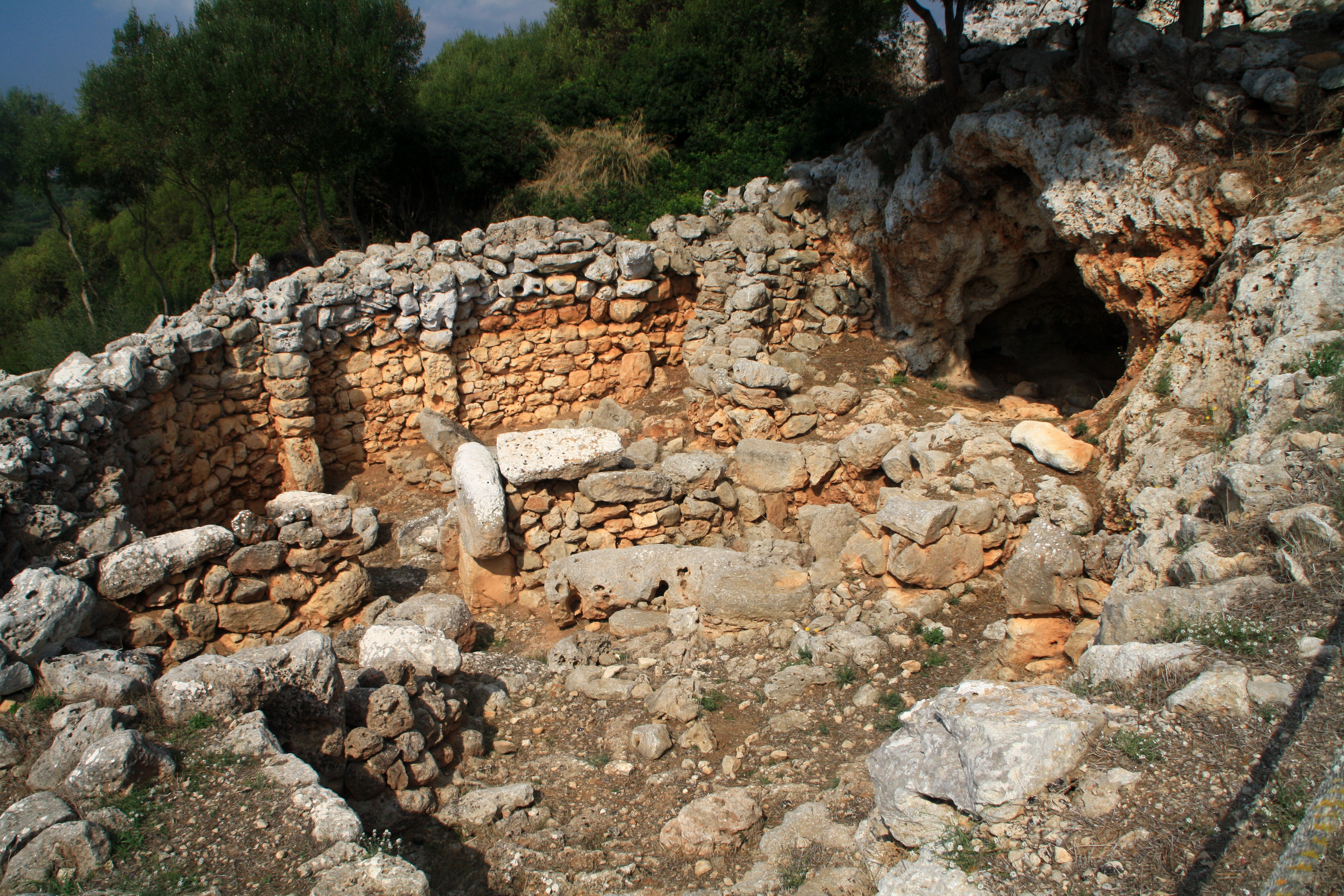
Haus 1 mit natürlicher Höhle

Der Prototyp der Gebäude der talayotischen Epoche ist ein Rundbau mit Doppelwänden, wobei die Steine der Außenwand größer als die der Innenwand sind. Innen waren die Häuser durch radial angeordnete Wände aufgeteilt, die in einem zentralen Hof zusammenliefen, in dem sich die Feuerstelle und eine in den felsigen Boden gehauene Zisterne befanden. In Torre d’en Galmés sind die aneinander angebauten Häuser 2 und 3 ausgegraben. Hier sind an den Innenwänden bauliche Veränderungen aus der römischen Epoche festzustellen. Die Steine sind dort kleiner und etwa rechteckig. Zum Bau von Haus 1 wurden eine natürliche Höhle und ein leicht abfallender Felsboden genutzt, wodurch einige Innenwände eine ansehnliche Höhe erreichen.

### Wasserbevorratung
Besonders sehenswert ist ein Auffangsystem für Regenwasser im südlichen Bereich der Siedlung. Es handelt sich um in den Felsenboden gemeißelte Rinnen, durch die Regenwasser in große, in den Boden gearbeitete Zisternen fließen kann. Da das Wasser den Hügel herunter floss und schmutzig war, wurden zwischen Rinnen und Behältern mit kleinen Steinchen angefüllte Aushöhlungen gegraben, die wohl als Filter dienten. Eine Höhle, die in prätalayotischer Zeit als Grabstätte genutzt worden war, diente ebenfalls als Zisterne.

## Forschungsgeschichte
Die Megalithsiedlung von Torre d’en Galmés ist seit Jahrhunderten bekannt, Ausgrabungen größeren Stils wurden aber erst in den 1940er Jahren von Joan Flaquer i Fàbregues (1877–1963), einem Notar aus Alaior, begonnen. Er konzentrierte seine Arbeiten auf den Bereich der Taula sowie des Hypostylos-Saals im äußersten Süden der Anlage.
Weitere Grabungskampagnen gab es erst wieder zwischen 1974 und 1984, nachdem das Kultusministerium das Land erworben hatte. Unter der Aufsicht des Museu de Menorca und des Museu de Mallorca wurden mehrere Rundhäuser freigelegt. Im Bereich der Taula fand man eine 15 cm große Bronzefigur des altägyptischen Imhotep, die heute im Museu de Menorca ausgestellt wird.
Auf Einladung des Inselrates von Menorca (Consell Insular de Menorca), der im Jahr 2000 den Entschluss gefasst hatte, einen Archäologiepark für die Öffentlichkeit zu schaffen, führte der Verein der Freunde des Museu de Menorca seit 2001 fünf Grabungskampagnen im südlichen Bereich der Anlage durch. Auch Archäologen der Boston University sind in diesem Abschnitt aktiv.

## Denkmalschutz
Die Siedlung von Torre d’en Galmés ist als Kulturgut (Bien de Interés Cultural) unter der Registriernummer R-I-55-00000686 geschützt. Sie gehört zu den 24 archäologischen Stätten, die seit 2023 als „Talayotisches Menorca“ zum Weltkulturerbe zählen.